# Organisation patronale française
En France, les organisations patronales sont des syndicats d'employeurs qui défendent les intérêts de leurs membres au sein de la société française. Elles font partie des partenaires sociaux.
Les plus importantes en France, reconnues comme représentatives au niveau interprofessionnel, sont le MEDEF, l'U2P et la CPME.
Elles interviennent dans les domaines du droit du travail, expriment leur avis sur des choix de société et de politique économique, et participent aux négociations salariales.

## Histoire
Les origines du mouvement patronal se trouvent dans l’opposition au libre-échangisme entre 1835 et 1860. Face à la volonté du gouvernement de la monarchie de Juillet d’abaisser les taxes sur les importations, les chefs d’entreprises s’unissent d’abord par branche pour réclamer des mesures protectionnistes.
Profitant de la suppression dans le Code pénal des délits de coalition (loi Ollivier du 24 mai 1864), les organisations patronales françaises s'officialisent d'abord au niveau des branches professionnelles afin de mieux défendre leurs intérêts menacés par le traité de libre-échange signé avec l'Angleterre en 1860, le Traité Cobden-Chevalier. Ces puissantes fédérations professionnelles s'instituent également en réponse à la structuration du mouvement ouvrier français : Comité des forges en 1864, Comité des houillères (1887), Comité des filateurs de coton (1899), Syndicat général de l'industrie cotonnière et Union des industries et métiers de la métallurgie (1901), Comité central des armateurs de France (1903), Groupe d'études des grands magasins (1919), Comité central de la laine (1922).
L'expérience des organisations d'influence interprofessionnelles se forge au sein du « lobby » colonial, notamment avec l'Union coloniale française, créée en 1893.
Le comité des forges s'inspire de cette véritable « chambre syndicale du commerce colonial » pour constituer en 1919 une organisation unique, la Confédération générale de la production française. Le Conseil national du patronat français (CNPF) succède à la CGPF en 1946. Il deviendra le Mouvement des entreprises de France (MEDEF) en 1998.

## Principales organisations patronales

### Organisations interprofessionnelles
- le Mouvement des entreprises de France (MEDEF) est une confédération regroupant plusieurs syndicats de branche : Union des industries et métiers de la métallurgie (UIMM ; mine-métallurgie), Fédération Syntec (bureaux d'études), etc. ;
- la Confédération des petites et moyennes entreprises (CPME) ;
- l'Union des entreprises de proximité (U2P) dont est adhérente notamment l'Union nationale des professions libérales (UNAPL).
- Syndicat des Indépendants et des TPE (SDI)

### Organisations multiprofessionnelles
- l'Union des employeurs de l'économie sociale et solidaire (UDES) ;
- la Fédération nationale des syndicats d'exploitants agricoles (FNSEA) ;
- la Fédération des entreprises du spectacle vivant, de la musique, de l'audiovisuel et du cinéma (FESAC).

### Autres organisations patronales
- Union des métiers et des industries de l'hôtellerie (UMIH)
- Fédération française du bâtiment (FFB)
- Conseil national des professions de l'automobile (CNPA)
- Confédération de l'artisanat et des petites entreprises du bâtiment (CAPEB)
- La Fédération des auto-entrepreneurs (FEDAE) est une organisation professionnelle française représentant les auto-entrepreneurs
- La Chambre nationale des professions libérales est une confédération de professions libérales
- Le Mouvement des entreprises de taille intermédiaire (METI)
- La Confédération européenne des indépendants (CEDI FRANCE)
- La Confédération intersyndicale de défense et d'union nationale des travailleurs indépendants (CIDUNATI)
- La Fédération des Particuliers Employeurs de France (FEPEM)
- Le Syndicat National des Espaces de Loisirs, d'Attractions et Culturels (SNELAC)
- L'Union nationale des compagnies aériennes françaises (UNCAF)
- Le Syndicat national des entreprises artistiques et culturelles (SYNDEAC)